# Africodytes
Africodytes es un género de coleópteros adéfagos  perteneciente a la familia Dytiscidae. 

## Especies
- Africodytes kongouensis	Bilardo y Rocchi 2000
- Africodytes maximus	Bistrom 1995
- Africodytes mopiensis	Bilardo y Rocchi 2010
- Africodytes rubromaculatus	Bistrom 1988
- Africodytes silvestris	(Bilardo y Pederzani 1978)